# Micrurus bocourti
Micrurus bocourti (еквадорський кораловий аспід) — вид отруйних змій родини аспідових (Elapidae). Мешкає в Еквадорі і Перу. Вид названий на честь французького герпетолога Марі Фірмена Бокура.

## Поширення і екологія
Еквадорські коралові аспіди мешкають на тихоокеанських низовинах на південному заході Еквадору та на північному заході Перу. Вони живуть в рівнинних і гірських сухих і колючих лісах, на висоті до 1456 м над рівнем моря. Ведуть денний спосіб життя.